# A través de Flandes 2021
L'A través de Flandes 2021 va ser la 75a edició de l'A través de Flandes. Es disputà el 31 de març de 2021 sobre un recorregut de 184,1 km amb sortida a Roeselare i arribada a Waregem. La cursa formava part de l'UCI World Tour 2021 amb una categoria 1.UWT.
El vencedor final fou el neerlandès Dylan van Baarle (Ineos Grenadiers) que s'imposà en solitari després d'atacar en solitari a 50 quilòmetres de meta. Christophe Laporte (Cofidis) i Tim Merlier (Alpecin-Fenix) completaren el podi.

## Recorregut
Els primers 80 km no tenen cap mena de dificultat i és en la segona part de la cursa on es concentren totes les cotes i els quatre trams de llambordes a superar.
| 1  | Nieuwe Kwaremont | 82    | 2.000 | 8%    |
| 2  | Kluisberg        | 110,9 | 1.000 | 16%   |
| 3  | Knokteberg       | 118,3 | 1.100 | 11,8% |
| 4  | Kortekeer        | 126   | 900   | 9,8%  |
| 5  | Steenbeekdries   | 129,3 | 600   | 8%    |
| 6  | Taaienberg       | 131,8 | 530   | 15,8% |
| 7  | Berg Ten Houte   | 135   | 1.100 | 21%   |
| 8  | Knokteberg       | 149,7 | 1.100 | 11,8% |
| 9  | Vossenhol        | 161,9 | 1.400 | 9%    |
| 10 | Holstraat        | 166,3 | 1.000 | 12%   |
| 11 | Nokereberg       | 173,8 | 500   | 6,7%  |

A més de les cotes caldrà superar cinc trams de llambordes :
| 1 | Mariaborrestraat | 128,1 | 2.400 |
| 2 | Stationsberg     | 129,4 | 650   |
| 3 | Varentstraat     | 157,1 | 2.000 |
| 4 | Herlegemstraat   | 176,5 | 800   |

## Equips participants
En aquesta edició hi van prendre part els divuit equips UCI WorldTeams i set equips continentals professionals que foren convidats a prendre-hi part, per completar un gran grup de 25 equips:
| WorldTeams (18)- AG2R La Mondiale - Astana - Bahrain-Merida - Bora-hansgrohe - CCC Team - Deceuninck-Quick Step - Dimension Data - EF Education First - Groupama-FDJ - Team Jumbo-Visma - Lotto Soudal - Mitchelton-Scott - Movistar Team - Katusha-Alpecin - Sky - Team Sunweb - Trek-Segafredo - UAE Team Emirates Equips continentals professionals (7)- Direct Énergie - Cofidis, Solutions Crédits - Corendon-Circus - Wanty-Groupe Gobert - Israel Cycling Academy - Vital Concept-B&B Hotels - Sport Vlaanderen-Baloise |
| |

## Classificació final
| \| Classificació general \| Classificació general \| Classificació general \| Classificació general \| Classificació general \| \| Corredor \| Corredor \| Equip \| Temps \| \| \| --------------------- \| --------------------- \| --------------------- \| --------------------- \| --------------------- \| \| 1r \| Dylan van Baarle \| Ineos Grenadiers \| 3h 58' 59" \| \| \| 2n \| Christophe Laporte \| Cofidis \| + 26" \| \| \| 3r \| Tim Merlier \| Alpecin-Fenix \| + 26" \| \| \| 4t \| Yves Lampaert \| Deceuninck-Quick Step \| + 26" \| \| \| 5è \| Tosh Van der Sande \| Lotto-Soudal \| + 26" \| \| \| 6è \| Alexander Kristoff \| UAE Team Emirates \| + 26" \| \| \| 7è \| Greg Van Avermaet \| AG2R Citroën Team \| + 26" \| \| \| 8è \| Anthony Turgis \| Total Direct Énergie \| + 26" \| \| \| 9è \| Florian Sénéchal \| Deceuninck-Quick Step \| + 26" \| \| \| 10è \| Jasper Stuyven \| Trek-Segafredo \| + 26" \| \| |                    |                       |            |
| |                    |                       |            |
| Font: ProCyclingStats |                    |                       |            |
| Classificació general |                    |                       |            |
| Corredor | Corredor           | Equip                 | Temps      |
| 1r | Dylan van Baarle   | Ineos Grenadiers      | 3h 58' 59" |
| 2n | Christophe Laporte | Cofidis               | + 26"      |
| 3r | Tim Merlier        | Alpecin-Fenix         | + 26"      |
| 4t | Yves Lampaert      | Deceuninck-Quick Step | + 26"      |
| 5è | Tosh Van der Sande | Lotto-Soudal          | + 26"      |
| 6è | Alexander Kristoff | UAE Team Emirates     | + 26"      |
| 7è | Greg Van Avermaet  | AG2R Citroën Team     | + 26"      |
| 8è | Anthony Turgis     | Total Direct Énergie  | + 26"      |
| 9è | Florian Sénéchal   | Deceuninck-Quick Step | + 26"      |
| 10è | Jasper Stuyven     | Trek-Segafredo        | + 26"      |

## Llista de participants
| Alpecin-Fenix AFC | Alpecin-Fenix AFC                 | Alpecin-Fenix AFC |
| ----------------- | --------------------------------- | ----------------- |
| Núm               | Ciclista                          | Pos               |
| 1                 | Mathieu van der Poel (NED) (ruta) |                   |
| 2                 | Silvan Dillier (SUI)              |                   |
| 3                 | Dries De Bondt (BEL) (ruta)       |                   |
| 4                 | Tim Merlier (BEL)                 |                   |
| 5                 | Jasper Philipsen (BEL)            |                   |
| 6                 | Otto Vergaerde (BEL)              |                   |
| 7                 | Jonas Rickaert (BEL)              |                   |

| Deceuninck-Quick Step DQT | Deceuninck-Quick Step DQT       | Deceuninck-Quick Step DQT |
| ------------------------- | ------------------------------- | ------------------------- |
| Núm                       | Ciclista                        | Pos                       |
| 11                        | Julian Alaphilippe (FRA) (ruta) |                           |
| 12                        | Kasper Asgreen (DEN) (ruta)     |                           |
| 13                        | Tim Declercq (BEL)              |                           |
| 14                        | Dries Devenyns (BEL)            |                           |
| 15                        | Yves Lampaert (BEL)             |                           |
| 16                        | Florian Sénéchal (FRA)          |                           |
| 17                        | Davide Ballerini (ITA)          |                           |

| UAE Team Emirates UAD | UAE Team Emirates UAD      | UAE Team Emirates UAD |
| --------------------- | -------------------------- | --------------------- |
| Núm                   | Ciclista                   | Pos                   |
| 21                    | Alexander Kristoff (NOR)   |                       |
| 22                    | Matteo Trentin (ITA)       |                       |
| 23                    | Vegard Stake Laengen (NOR) |                       |
| 24                    | Marco Marcato (ITA)        |                       |
| 25                    | Ivo Oliveira (POR)         |                       |
| 26                    | Rui Oliveira (POR)         |                       |
| 27                    | Ryan Gibbons (RSA)         |                       |

| Trek-Segafredo TFS | Trek-Segafredo TFS   | Trek-Segafredo TFS |
| ------------------ | -------------------- | ------------------ |
| Núm                | Ciclista             | Pos                |
| 31                 | Jasper Stuyven (BEL) |                    |
| 32                 | Koen de Kort (NED)   |                    |
| 34                 | Ryan Mullen (IRL)    |                    |
| 35                 | Kiel Reijnen (USA)   |                    |
| 36                 | Quinn Simmons (USA)  |                    |
| 37                 | Edward Theuns (BEL)  | NP                 |

| Qhubeka Assos TQA | Qhubeka Assos TQA            | Qhubeka Assos TQA |
| ----------------- | ---------------------------- | ----------------- |
| Núm               | Ciclista                     | Pos               |
| 41                | Giacomo Nizzolo (ITA) (ruta) |                   |
| 42                | Victor Campenaerts (BEL)     |                   |
| 43                | Dimitri Claeys (BEL)         |                   |
| 44                | Lasse Norman Hansen (DEN)    |                   |
| 45                | Andreas Stokbro (DEN)        |                   |
| 46                | Emil Nygaard Vinjebo (DEN)   |                   |
| 47                | Max Walscheid (GER)          |                   |

| Team DSM DSM | Team DSM DSM               | Team DSM DSM |
| ------------ | -------------------------- | ------------ |
| Núm          | Ciclista                   | Pos          |
| 51           | Tiesj Benoot (BEL)         |              |
| 52           | Nils Eekhoff (NED)         |              |
| 53           | Alberto Dainese (ITA)      |              |
| 54           | Søren Kragh Andersen (DEN) |              |
| 55           | Jasha Sütterlin (GER)      |              |
| 56           | Niklas Märkl (GER)         |              |
| 57           | Joris Nieuwenhuis (NED)    |              |

| BikeExchange BEX | BikeExchange BEX            | BikeExchange BEX |
| ---------------- | --------------------------- | ---------------- |
| Núm              | Ciclista                    | Pos              |
| 61               | Jack Bauer (NZL)            |                  |
| 62               | Luka Mezgec (SLO)           |                  |
| 63               | Luke Durbridge (AUS)        |                  |
| 64               | Alexander Edmondson (AUS)   |                  |
| 65               | Amund Grøndahl Jansen (NOR) |                  |
| 66               | Alexander Konychev (ITA)    |                  |

| Movistar Team MOV | Movistar Team MOV                 | Movistar Team MOV |
| ----------------- | --------------------------------- | ----------------- |
| Núm               | Ciclista                          | Pos               |
| 71                | Imanol Erviti Ollo (ESP)          |                   |
| 72                | Gabriel Cullaigh (GBR)            |                   |
| 73                | Juri Hollmann (GER)               |                   |
| 74                | José Joaquín Rojas Gil (ESP)      |                   |
| 75                | Mathias Norsgaard Jørgensen (DEN) |                   |
| 76                | Lluís Mas Bonet (ESP)             |                   |
| 77                | Sebastián Mora Vedri (ESP)        |                   |

| Lotto-Soudal LTS | Lotto-Soudal LTS         | Lotto-Soudal LTS |
| ---------------- | ------------------------ | ---------------- |
| Núm              | Ciclista                 | Pos              |
| 81               | Tim Wellens (BEL)        |                  |
| 82               | Jasper De Buyst (BEL)    |                  |
| 83               | Roger Kluge (GER)        |                  |
| 85               | Tosh Van der Sande (BEL) |                  |
| 86               | Brent Van Moer (BEL)     |                  |
| 87               | Florian Vermeersch (BEL) |                  |

| Jumbo-Visma TJV | Jumbo-Visma TJV           | Jumbo-Visma TJV |
| --------------- | ------------------------- | --------------- |
| Núm             | Ciclista                  | Pos             |
| 91              | Edoardo Affini (ITA)      |                 |
| 92              | David Dekker (NED)        |                 |
| 93              | Pascal Eenkhoorn (NED)    |                 |
| 94              | Olav Kooij (NED)          |                 |
| 95              | Christoph Pfingsten (GER) |                 |
| 96              | Jos van Emden (NED)       |                 |
| 97              | Maarten Wynants (BEL)     |                 |

| Israel Start-Up Nation ISN | Israel Start-Up Nation ISN | Israel Start-Up Nation ISN |
| -------------------------- | -------------------------- | -------------------------- |
| Núm                        | Ciclista                   | Pos                        |
| 101                        | Rudy Barbier (FRA)         |                            |
| 102                        | Guillaume Boivin (CAN)     |                            |
| 103                        | Hugo Hofstetter (FRA)      |                            |
| 104                        | Alexis Renard (FRA)        |                            |
| 105                        | Tom Van Asbroeck (BEL)     |                            |
| 106                        | Jenthe Biermans (BEL)      |                            |
| 107                        | Norman Vahtra (EST)        |                            |

| Ineos Grenadiers IGD | Ineos Grenadiers IGD     | Ineos Grenadiers IGD |
| -------------------- | ------------------------ | -------------------- |
| Núm                  | Ciclista                 | Pos                  |
| 111                  | Michał Kwiatkowski (POL) |                      |
| 112                  | Leonardo Basso (ITA)     |                      |
| 113                  | Owain Doull (GBR)        |                      |
| 115                  | Thomas Pidcock (GBR)     |                      |
| 116                  | Luke Rowe (GBR)          |                      |
| 117                  | Dylan van Baarle (NED)   |                      |

| Intermarché-Wanty-Gobert Matériaux IWG | Intermarché-Wanty-Gobert Matériaux IWG | Intermarché-Wanty-Gobert Matériaux IWG |
| -------------------------------------- | -------------------------------------- | -------------------------------------- |
| Núm                                    | Ciclista                               | Pos                                    |
| 121                                    | Aimé De Gendt (BEL)                    |                                        |
| 122                                    | Tom Devriendt (BEL)                    |                                        |
| 123                                    | Jonas Koch (GER)                       |                                        |
| 124                                    | Andrea Pasqualon (ITA)                 |                                        |
| 125                                    | Boy van Poppel (NED)                   |                                        |
| 126                                    | Danny van Poppel (NED)                 |                                        |
| 127                                    | Pieter Vanspeybrouck (BEL)             |                                        |

| Groupama-FDJ GFC | Groupama-FDJ GFC           | Groupama-FDJ GFC |
| ---------------- | -------------------------- | ---------------- |
| Núm              | Ciclista                   | Pos              |
| 131              | Arnaud Démare (FRA) (ruta) |                  |
| 132              | Kevin Geniets (LUX) (ruta) |                  |
| 133              | Stefan Küng (SUI) (ruta)   |                  |
| 134              | Olivier Le Gac (FRA)       |                  |
| 135              | Fabian Lienhard (SUI)      |                  |
| 136              | Tobias Ludvigsson (SWE)    |                  |
| 137              | Valentin Madouas (FRA)     |                  |

| EF Education-Nippo EFN | EF Education-Nippo EFN         | EF Education-Nippo EFN |
| ---------------------- | ------------------------------ | ---------------------- |
| Núm                    | Ciclista                       | Pos                    |
| 141                    | Alberto Bettiol (ITA)          | NP                     |
| 142                    | Stefan Bissegger (SUI)         |                        |
| 143                    | Michael Valgren Andersen (DEN) |                        |
| 144                    | Jens Keukeleire (BEL)          |                        |
| 145                    | Sebastian Langeveld (NED)      |                        |
| 146                    | Jonas Rutsch (GER)             | NP                     |
| 147                    | Julius van den Berg (NED)      |                        |

| Cofidis COF | Cofidis COF               | Cofidis COF |
| ----------- | ------------------------- | ----------- |
| Núm         | Ciclista                  | Pos         |
| 151         | Elia Viviani (ITA)        |             |
| 152         | Piet Allegaert (BEL)      |             |
| 153         | Tom Bohli (SUI)           |             |
| 154         | Jean-Pierre Drucker (LUX) |             |
| 155         | Christophe Laporte (FRA)  |             |
| 156         | Kenneth Vanbilsen (BEL)   |             |
| 157         | Jelle Wallays (BEL)       |             |

| Bora-Hansgrohe BOH | Bora-Hansgrohe BOH        | Bora-Hansgrohe BOH |
| ------------------ | ------------------------- | ------------------ |
| Núm                | Ciclista                  | Pos                |
| 161                | Nils Politt (GER)         |                    |
| 162                | Pascal Ackermann (GER)    |                    |
| 163                | Patrick Gamper (AUT)      |                    |
| 164                | Jordi Meeus (BEL)         |                    |
| 165                | Lukas Pöstlberger (AUT)   |                    |
| 166                | Michael Schwarzmann (GER) |                    |
| 167                | Matthew Walls (GBR)       |                    |

| Bahrain Victorious TBV | Bahrain Victorious TBV  | Bahrain Victorious TBV |
| ---------------------- | ----------------------- | ---------------------- |
| Núm                    | Ciclista                | Pos                    |
| 171                    | Dylan Teuns (BEL)       |                        |
| 172                    | Phil Bauhaus (GER)      |                        |
| 173                    | Feng Chun-kai           |                        |
| 174                    | Marco Haller (AUT)      |                        |
| 175                    | Heinrich Haussler (AUS) |                        |
| 176                    | Jonathan Milan (ITA)    |                        |
| 177                    | Marcel Sieberg (GER)    |                        |

| Astana-Premier Tech APT | Astana-Premier Tech APT | Astana-Premier Tech APT |
| ----------------------- | ----------------------- | ----------------------- |
| Núm                     | Ciclista                | Pos                     |
| 181                     | Hugo Houle (CAN)        |                         |
| 182                     | Yevgeniy Fedorov (KAZ)  |                         |
| 183                     | Ievgueni Guiditx (KAZ)  |                         |
| 184                     | Nikita Stalnow (KAZ)    |                         |
| 185                     | Dmitri Grúzdev (KAZ)    |                         |
| 186                     | Artiom Zakhàrov (KAZ)   |                         |
| 187                     | Benjamin Perry (CAN)    |                         |

| AG2R Citroën Team ACT | AG2R Citroën Team ACT   | AG2R Citroën Team ACT |
| --------------------- | ----------------------- | --------------------- |
| Núm                   | Ciclista                | Pos                   |
| 191                   | Oliver Naesen (BEL)     |                       |
| 192                   | Stan Dewulf (BEL)       |                       |
| 193                   | Julien Duval (FRA)      |                       |
| 194                   | Lawrence Naesen (BEL)   |                       |
| 195                   | Michael Schär (SUI)     |                       |
| 196                   | Anthony Jullien (FRA)   |                       |
| 197                   | Greg Van Avermaet (BEL) |                       |

| Arkéa-Samsic ARK | Arkéa-Samsic ARK        | Arkéa-Samsic ARK |
| ---------------- | ----------------------- | ---------------- |
| Núm              | Ciclista                | Pos              |
| 201              | Warren Barguil (FRA)    |                  |
| 202              | Christophe Noppe (BEL)  |                  |
| 203              | Amaury Capiot (BEL)     |                  |
| 204              | Benjamin Declercq (BEL) |                  |
| 205              | Connor Swift (GBR)      |                  |
| 206              | Bram Welten (NED)       |                  |
| 207              | Daniel McLay (GBR)      |                  |

| Total Direct Énergie TDE | Total Direct Énergie TDE   | Total Direct Énergie TDE |
| ------------------------ | -------------------------- | ------------------------ |
| Núm                      | Ciclista                   | Pos                      |
| 211                      | Niki Terpstra (NED)        |                          |
| 212                      | Edvald Boasson Hagen (NOR) |                          |
| 213                      | Damien Gaudin (FRA)        |                          |
| 215                      | Adrien Petit (FRA)         |                          |
| 216                      | Geoffrey Soupe (FRA)       |                          |
| 217                      | Anthony Turgis (FRA)       |                          |

| B&B Hotels p/b KTM BBK | B&B Hotels p/b KTM BBK | B&B Hotels p/b KTM BBK |
| ---------------------- | ---------------------- | ---------------------- |
| Núm                    | Ciclista               | Pos                    |
| 221                    | Bryan Coquard (FRA)    |                        |
| 223                    | Cyril Barthe (FRA)     |                        |
| 224                    | Jens Debusschere (BEL) |                        |
| 225                    | Jérémy Lecroq (FRA)    |                        |
| 226                    | Cyril Lemoine (FRA)    |                        |

| Bingoal Pauwels Sauces WB BWB | Bingoal Pauwels Sauces WB BWB | Bingoal Pauwels Sauces WB BWB |
| ----------------------------- | ----------------------------- | ----------------------------- |
| Núm                           | Ciclista                      | Pos                           |
| 231                           | Jelle Vanendert (BEL)         |                               |
| 232                           | Sean De Bie (BEL)             |                               |
| 233                           | Arjen Livyns (BEL)            |                               |
| 234                           | Milan Menten (BEL)            |                               |
| 235                           | Tom Paquot (BEL)              |                               |
| 236                           | Ludovic Robeet (BEL)          |                               |
| 237                           | Boris Vallée (BEL)            |                               |

| Sport Vlaanderen-Baloise SVB | Sport Vlaanderen-Baloise SVB | Sport Vlaanderen-Baloise SVB |
| ---------------------------- | ---------------------------- | ---------------------------- |
| Núm                          | Ciclista                     | Pos                          |
| 241                          | Ruben Apers (BEL)            |                              |
| 242                          | Jens Reynders (BEL)          |                              |
| 243                          | Thomas Sprengers (BEL)       |                              |
| 244                          | Aaron Van Poucke (BEL)       |                              |
| 246                          | Jordi Warlop (BEL)           |                              |
| 247                          | Ward Vanhoof (BEL)           |                              |

| Alpecin-Fenix AFC | Alpecin-Fenix AFC                 | Alpecin-Fenix AFC |
| ----------------- | --------------------------------- | ----------------- |
| Núm               | Ciclista                          | Pos               |
| 1                 | Mathieu van der Poel (NED) (ruta) |                   |
| 2                 | Silvan Dillier (SUI)              |                   |
| 3                 | Dries De Bondt (BEL) (ruta)       |                   |
| 4                 | Tim Merlier (BEL)                 |                   |
| 5                 | Jasper Philipsen (BEL)            |                   |
| 6                 | Otto Vergaerde (BEL)              |                   |
| 7                 | Jonas Rickaert (BEL)              |                   |

| Deceuninck-Quick Step DQT | Deceuninck-Quick Step DQT       | Deceuninck-Quick Step DQT |
| ------------------------- | ------------------------------- | ------------------------- |
| Núm                       | Ciclista                        | Pos                       |
| 11                        | Julian Alaphilippe (FRA) (ruta) |                           |
| 12                        | Kasper Asgreen (DEN) (ruta)     |                           |
| 13                        | Tim Declercq (BEL)              |                           |
| 14                        | Dries Devenyns (BEL)            |                           |
| 15                        | Yves Lampaert (BEL)             |                           |
| 16                        | Florian Sénéchal (FRA)          |                           |
| 17                        | Davide Ballerini (ITA)          |                           |

| UAE Team Emirates UAD | UAE Team Emirates UAD      | UAE Team Emirates UAD |
| --------------------- | -------------------------- | --------------------- |
| Núm                   | Ciclista                   | Pos                   |
| 21                    | Alexander Kristoff (NOR)   |                       |
| 22                    | Matteo Trentin (ITA)       |                       |
| 23                    | Vegard Stake Laengen (NOR) |                       |
| 24                    | Marco Marcato (ITA)        |                       |
| 25                    | Ivo Oliveira (POR)         |                       |
| 26                    | Rui Oliveira (POR)         |                       |
| 27                    | Ryan Gibbons (RSA)         |                       |

| Trek-Segafredo TFS | Trek-Segafredo TFS   | Trek-Segafredo TFS |
| ------------------ | -------------------- | ------------------ |
| Núm                | Ciclista             | Pos                |
| 31                 | Jasper Stuyven (BEL) |                    |
| 32                 | Koen de Kort (NED)   |                    |
| 34                 | Ryan Mullen (IRL)    |                    |
| 35                 | Kiel Reijnen (USA)   |                    |
| 36                 | Quinn Simmons (USA)  |                    |
| 37                 | Edward Theuns (BEL)  | NP                 |

| Qhubeka Assos TQA | Qhubeka Assos TQA            | Qhubeka Assos TQA |
| ----------------- | ---------------------------- | ----------------- |
| Núm               | Ciclista                     | Pos               |
| 41                | Giacomo Nizzolo (ITA) (ruta) |                   |
| 42                | Victor Campenaerts (BEL)     |                   |
| 43                | Dimitri Claeys (BEL)         |                   |
| 44                | Lasse Norman Hansen (DEN)    |                   |
| 45                | Andreas Stokbro (DEN)        |                   |
| 46                | Emil Nygaard Vinjebo (DEN)   |                   |
| 47                | Max Walscheid (GER)          |                   |

| Team DSM DSM | Team DSM DSM               | Team DSM DSM |
| ------------ | -------------------------- | ------------ |
| Núm          | Ciclista                   | Pos          |
| 51           | Tiesj Benoot (BEL)         |              |
| 52           | Nils Eekhoff (NED)         |              |
| 53           | Alberto Dainese (ITA)      |              |
| 54           | Søren Kragh Andersen (DEN) |              |
| 55           | Jasha Sütterlin (GER)      |              |
| 56           | Niklas Märkl (GER)         |              |
| 57           | Joris Nieuwenhuis (NED)    |              |

| BikeExchange BEX | BikeExchange BEX            | BikeExchange BEX |
| ---------------- | --------------------------- | ---------------- |
| Núm              | Ciclista                    | Pos              |
| 61               | Jack Bauer (NZL)            |                  |
| 62               | Luka Mezgec (SLO)           |                  |
| 63               | Luke Durbridge (AUS)        |                  |
| 64               | Alexander Edmondson (AUS)   |                  |
| 65               | Amund Grøndahl Jansen (NOR) |                  |
| 66               | Alexander Konychev (ITA)    |                  |

| Movistar Team MOV | Movistar Team MOV                 | Movistar Team MOV |
| ----------------- | --------------------------------- | ----------------- |
| Núm               | Ciclista                          | Pos               |
| 71                | Imanol Erviti Ollo (ESP)          |                   |
| 72                | Gabriel Cullaigh (GBR)            |                   |
| 73                | Juri Hollmann (GER)               |                   |
| 74                | José Joaquín Rojas Gil (ESP)      |                   |
| 75                | Mathias Norsgaard Jørgensen (DEN) |                   |
| 76                | Lluís Mas Bonet (ESP)             |                   |
| 77                | Sebastián Mora Vedri (ESP)        |                   |

| Lotto-Soudal LTS | Lotto-Soudal LTS         | Lotto-Soudal LTS |
| ---------------- | ------------------------ | ---------------- |
| Núm              | Ciclista                 | Pos              |
| 81               | Tim Wellens (BEL)        |                  |
| 82               | Jasper De Buyst (BEL)    |                  |
| 83               | Roger Kluge (GER)        |                  |
| 85               | Tosh Van der Sande (BEL) |                  |
| 86               | Brent Van Moer (BEL)     |                  |
| 87               | Florian Vermeersch (BEL) |                  |

| Jumbo-Visma TJV | Jumbo-Visma TJV           | Jumbo-Visma TJV |
| --------------- | ------------------------- | --------------- |
| Núm             | Ciclista                  | Pos             |
| 91              | Edoardo Affini (ITA)      |                 |
| 92              | David Dekker (NED)        |                 |
| 93              | Pascal Eenkhoorn (NED)    |                 |
| 94              | Olav Kooij (NED)          |                 |
| 95              | Christoph Pfingsten (GER) |                 |
| 96              | Jos van Emden (NED)       |                 |
| 97              | Maarten Wynants (BEL)     |                 |

| Israel Start-Up Nation ISN | Israel Start-Up Nation ISN | Israel Start-Up Nation ISN |
| -------------------------- | -------------------------- | -------------------------- |
| Núm                        | Ciclista                   | Pos                        |
| 101                        | Rudy Barbier (FRA)         |                            |
| 102                        | Guillaume Boivin (CAN)     |                            |
| 103                        | Hugo Hofstetter (FRA)      |                            |
| 104                        | Alexis Renard (FRA)        |                            |
| 105                        | Tom Van Asbroeck (BEL)     |                            |
| 106                        | Jenthe Biermans (BEL)      |                            |
| 107                        | Norman Vahtra (EST)        |                            |

| Ineos Grenadiers IGD | Ineos Grenadiers IGD     | Ineos Grenadiers IGD |
| -------------------- | ------------------------ | -------------------- |
| Núm                  | Ciclista                 | Pos                  |
| 111                  | Michał Kwiatkowski (POL) |                      |
| 112                  | Leonardo Basso (ITA)     |                      |
| 113                  | Owain Doull (GBR)        |                      |
| 115                  | Thomas Pidcock (GBR)     |                      |
| 116                  | Luke Rowe (GBR)          |                      |
| 117                  | Dylan van Baarle (NED)   |                      |

| Intermarché-Wanty-Gobert Matériaux IWG | Intermarché-Wanty-Gobert Matériaux IWG | Intermarché-Wanty-Gobert Matériaux IWG |
| -------------------------------------- | -------------------------------------- | -------------------------------------- |
| Núm                                    | Ciclista                               | Pos                                    |
| 121                                    | Aimé De Gendt (BEL)                    |                                        |
| 122                                    | Tom Devriendt (BEL)                    |                                        |
| 123                                    | Jonas Koch (GER)                       |                                        |
| 124                                    | Andrea Pasqualon (ITA)                 |                                        |
| 125                                    | Boy van Poppel (NED)                   |                                        |
| 126                                    | Danny van Poppel (NED)                 |                                        |
| 127                                    | Pieter Vanspeybrouck (BEL)             |                                        |

| Groupama-FDJ GFC | Groupama-FDJ GFC           | Groupama-FDJ GFC |
| ---------------- | -------------------------- | ---------------- |
| Núm              | Ciclista                   | Pos              |
| 131              | Arnaud Démare (FRA) (ruta) |                  |
| 132              | Kevin Geniets (LUX) (ruta) |                  |
| 133              | Stefan Küng (SUI) (ruta)   |                  |
| 134              | Olivier Le Gac (FRA)       |                  |
| 135              | Fabian Lienhard (SUI)      |                  |
| 136              | Tobias Ludvigsson (SWE)    |                  |
| 137              | Valentin Madouas (FRA)     |                  |

| EF Education-Nippo EFN | EF Education-Nippo EFN         | EF Education-Nippo EFN |
| ---------------------- | ------------------------------ | ---------------------- |
| Núm                    | Ciclista                       | Pos                    |
| 141                    | Alberto Bettiol (ITA)          | NP                     |
| 142                    | Stefan Bissegger (SUI)         |                        |
| 143                    | Michael Valgren Andersen (DEN) |                        |
| 144                    | Jens Keukeleire (BEL)          |                        |
| 145                    | Sebastian Langeveld (NED)      |                        |
| 146                    | Jonas Rutsch (GER)             | NP                     |
| 147                    | Julius van den Berg (NED)      |                        |

| Cofidis COF | Cofidis COF               | Cofidis COF |
| ----------- | ------------------------- | ----------- |
| Núm         | Ciclista                  | Pos         |
| 151         | Elia Viviani (ITA)        |             |
| 152         | Piet Allegaert (BEL)      |             |
| 153         | Tom Bohli (SUI)           |             |
| 154         | Jean-Pierre Drucker (LUX) |             |
| 155         | Christophe Laporte (FRA)  |             |
| 156         | Kenneth Vanbilsen (BEL)   |             |
| 157         | Jelle Wallays (BEL)       |             |

| Bora-Hansgrohe BOH | Bora-Hansgrohe BOH        | Bora-Hansgrohe BOH |
| ------------------ | ------------------------- | ------------------ |
| Núm                | Ciclista                  | Pos                |
| 161                | Nils Politt (GER)         |                    |
| 162                | Pascal Ackermann (GER)    |                    |
| 163                | Patrick Gamper (AUT)      |                    |
| 164                | Jordi Meeus (BEL)         |                    |
| 165                | Lukas Pöstlberger (AUT)   |                    |
| 166                | Michael Schwarzmann (GER) |                    |
| 167                | Matthew Walls (GBR)       |                    |

| Bahrain Victorious TBV | Bahrain Victorious TBV  | Bahrain Victorious TBV |
| ---------------------- | ----------------------- | ---------------------- |
| Núm                    | Ciclista                | Pos                    |
| 171                    | Dylan Teuns (BEL)       |                        |
| 172                    | Phil Bauhaus (GER)      |                        |
| 173                    | Feng Chun-kai           |                        |
| 174                    | Marco Haller (AUT)      |                        |
| 175                    | Heinrich Haussler (AUS) |                        |
| 176                    | Jonathan Milan (ITA)    |                        |
| 177                    | Marcel Sieberg (GER)    |                        |

| Astana-Premier Tech APT | Astana-Premier Tech APT | Astana-Premier Tech APT |
| ----------------------- | ----------------------- | ----------------------- |
| Núm                     | Ciclista                | Pos                     |
| 181                     | Hugo Houle (CAN)        |                         |
| 182                     | Yevgeniy Fedorov (KAZ)  |                         |
| 183                     | Ievgueni Guiditx (KAZ)  |                         |
| 184                     | Nikita Stalnow (KAZ)    |                         |
| 185                     | Dmitri Grúzdev (KAZ)    |                         |
| 186                     | Artiom Zakhàrov (KAZ)   |                         |
| 187                     | Benjamin Perry (CAN)    |                         |

| AG2R Citroën Team ACT | AG2R Citroën Team ACT   | AG2R Citroën Team ACT |
| --------------------- | ----------------------- | --------------------- |
| Núm                   | Ciclista                | Pos                   |
| 191                   | Oliver Naesen (BEL)     |                       |
| 192                   | Stan Dewulf (BEL)       |                       |
| 193                   | Julien Duval (FRA)      |                       |
| 194                   | Lawrence Naesen (BEL)   |                       |
| 195                   | Michael Schär (SUI)     |                       |
| 196                   | Anthony Jullien (FRA)   |                       |
| 197                   | Greg Van Avermaet (BEL) |                       |

| Arkéa-Samsic ARK | Arkéa-Samsic ARK        | Arkéa-Samsic ARK |
| ---------------- | ----------------------- | ---------------- |
| Núm              | Ciclista                | Pos              |
| 201              | Warren Barguil (FRA)    |                  |
| 202              | Christophe Noppe (BEL)  |                  |
| 203              | Amaury Capiot (BEL)     |                  |
| 204              | Benjamin Declercq (BEL) |                  |
| 205              | Connor Swift (GBR)      |                  |
| 206              | Bram Welten (NED)       |                  |
| 207              | Daniel McLay (GBR)      |                  |

| Total Direct Énergie TDE | Total Direct Énergie TDE   | Total Direct Énergie TDE |
| ------------------------ | -------------------------- | ------------------------ |
| Núm                      | Ciclista                   | Pos                      |
| 211                      | Niki Terpstra (NED)        |                          |
| 212                      | Edvald Boasson Hagen (NOR) |                          |
| 213                      | Damien Gaudin (FRA)        |                          |
| 215                      | Adrien Petit (FRA)         |                          |
| 216                      | Geoffrey Soupe (FRA)       |                          |
| 217                      | Anthony Turgis (FRA)       |                          |

| B&B Hotels p/b KTM BBK | B&B Hotels p/b KTM BBK | B&B Hotels p/b KTM BBK |
| ---------------------- | ---------------------- | ---------------------- |
| Núm                    | Ciclista               | Pos                    |
| 221                    | Bryan Coquard (FRA)    |                        |
| 223                    | Cyril Barthe (FRA)     |                        |
| 224                    | Jens Debusschere (BEL) |                        |
| 225                    | Jérémy Lecroq (FRA)    |                        |
| 226                    | Cyril Lemoine (FRA)    |                        |

| Bingoal Pauwels Sauces WB BWB | Bingoal Pauwels Sauces WB BWB | Bingoal Pauwels Sauces WB BWB |
| ----------------------------- | ----------------------------- | ----------------------------- |
| Núm                           | Ciclista                      | Pos                           |
| 231                           | Jelle Vanendert (BEL)         |                               |
| 232                           | Sean De Bie (BEL)             |                               |
| 233                           | Arjen Livyns (BEL)            |                               |
| 234                           | Milan Menten (BEL)            |                               |
| 235                           | Tom Paquot (BEL)              |                               |
| 236                           | Ludovic Robeet (BEL)          |                               |
| 237                           | Boris Vallée (BEL)            |                               |

| Sport Vlaanderen-Baloise SVB | Sport Vlaanderen-Baloise SVB | Sport Vlaanderen-Baloise SVB |
| ---------------------------- | ---------------------------- | ---------------------------- |
| Núm                          | Ciclista                     | Pos                          |
| 241                          | Ruben Apers (BEL)            |                              |
| 242                          | Jens Reynders (BEL)          |                              |
| 243                          | Thomas Sprengers (BEL)       |                              |
| 244                          | Aaron Van Poucke (BEL)       |                              |
| 246                          | Jordi Warlop (BEL)           |                              |
| 247                          | Ward Vanhoof (BEL)           |                              |